# Robert Hunt (rugby à XV)
Pour les articles homonymes, voir Robert Hunt et Hunt.
Robert Hunt était un joueur anglais de rugby à XV, né le 21 janvier 1856 à Preston et mort le 19 mars 1913 à Blackburn, ayant occupé le poste d'ailier en sélection nationale.

## Carrière
Il a joué quatre matchs avec l'Angleterre et il a évolué pour le club de Manchester Rugby Club. Il a disputé son premier test match le 30 janvier 1880, contre l'équipe d'Irlande, et son dernier test match fut contre cette même équipe le 6 février 1982. Il a participé au premier match entre l'Angleterre et le pays de Galles le 19 février 1881 inscrivant 1 essai, 1 transformation et 1 drop.

## Palmarès
- 4 sélections en équipe d'Angleterre, de 1880 à 1882
- 2 essais, 1 transformation, 1 drop
- Sélections par année : 1 en 1880, 2 en 1881, 1 en 1882